# Christoffel Bisschop

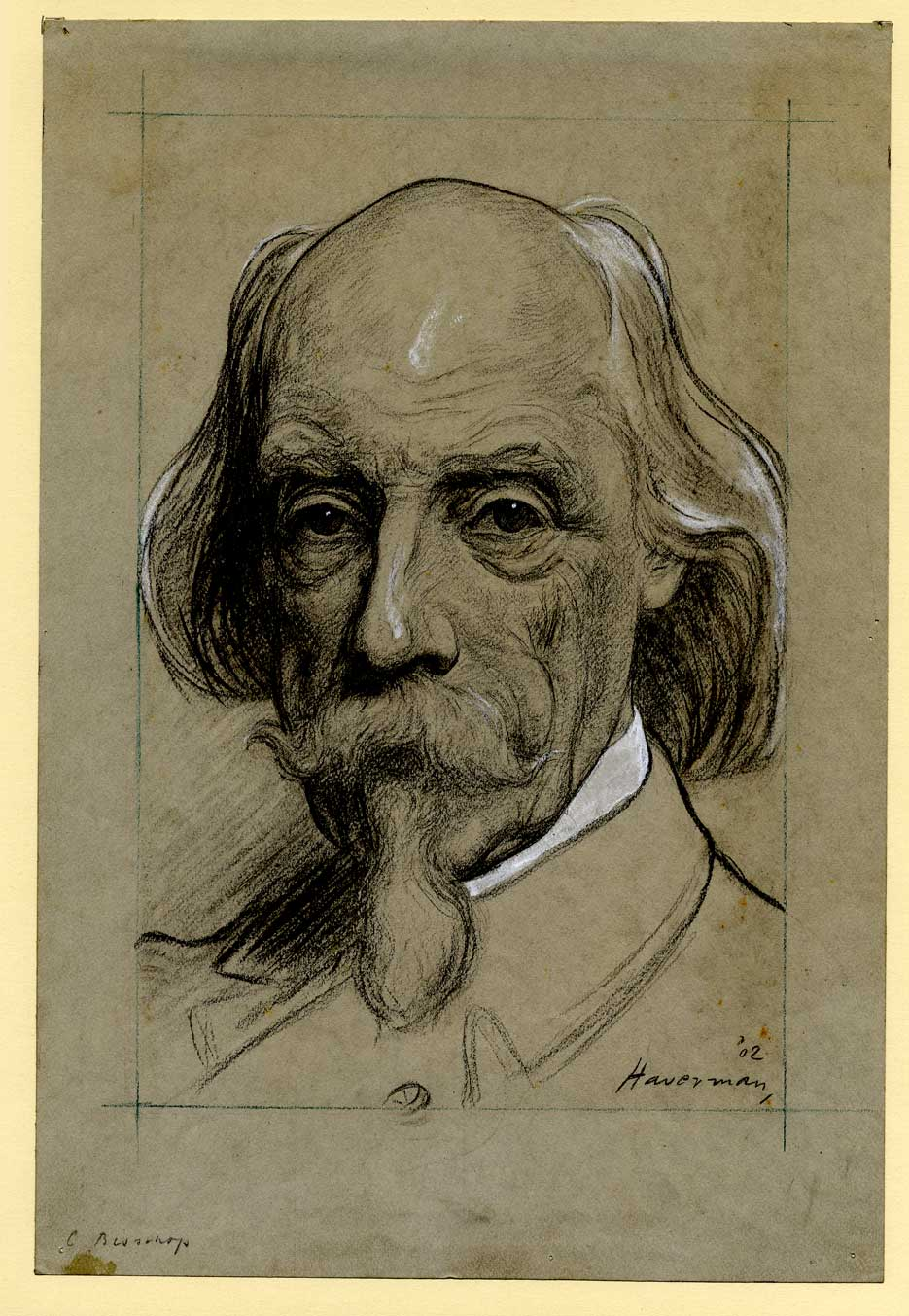
C. Bisschop

Christoffel Bisschop, född 24 april 1828 och död 5 oktober 1904, var en nederländsk målare.
Bisschop utbildade sig i Paris hos Charles Gleyre och Pierre Charles Comte till genremålare men anslöt sig i fråga om den koloristiska behandlingen till 1600-talets holländska mästare som Rembrandt och Pieter de Hooch. Motivet till sina tavlor hämtade han huvudsakligen från det holländska folklivet.